# Лобанов-Ростовский, Иван Иванович (боярин)
Князь Иван Иванович Лобанов-Ростовский (ум. 17 апреля 1664) — воевода, наместник, окольничий и боярин во времена правления Михаила Фёдоровича и Алексея Михайловича.
Из княжеского рода Лобановых-Ростовских, прямой предок последующих представителей рода. Старший сын князя Ивана Ивановича Лобанова-Ростовского Козьего Рога (ум. 30 июля 1636), брат окольничего и князя Александра Ивановича.

## Биография

### Служба Михаилу Фёдоровичу
С 1634 года князь Иван Иванович числился в московских дворянах. В 1637 году воевода в Дедилове, где местничал с И. Я. Вельяминовым. В 1644 году первый воевода в Крапивне, для охранения от прихода крымцев и нагайцев.

#### Служба Алексею Михайловичу
В 1646-1647 годах — воевода в Великих Луках. В январе 1648 года на первом бракосочетании царя Алексея Михайловича с Марией Ильиничной Милославской был четвёртым чашником при государевом столе в Грановитой палате, а в ноябре послан в Нижний Новгород и ближайшие города дворян и детей боярских разбирать, жалование им давать и новиков верстать.
25 марта 1649 года, в Светлое Воскресенье, пожалован в окольничие, а 27 марта обедал с Государём в Передней палате. В этом же году представлял Государю польских, турецких и персидских послов. С июня 1649 года по июль 1653 года возглавлял приказ Устюжской четверти, также с мая по август 1651 стоял во главе Приказа сыскных и управных литовских дел. В декабре 1652 года обедал с Государём у патриарха Никона. В 1653 году назван рязанским наместником и первым послом, возглавлял русское посольство к персидскому шаху, в составе дьяка и четырёх дворян. В этом же году по царскому указанию послал на реку Амур войска, где они завоевали некоторые новые места. В 1654 году первый судья в Устюгской четверти. С 16 марта по ноябрь 1656 года был третьим послом при переговорах в Вильне. С 1 октября 1656 года назначен полковым воеводой в Смоленск против шведских войск. В марте 1657 года водил в Москве первым осла под новопоставленным епископом Полоцким и Невльским. В июне 1658 года, по царскому указанию, в связи со встречей в Москве грузинского царя Теймураза, строил в Белом городе и Китай-городе дома для размещения царя и его свиты, а в сентябре представлял Государю данного грузинского царя в Грановитой палате. В этом же году местничал с Григорием Афанасьевичем Козловским.
В 1658 году, после измены гетмана Выговского возглавил поход русских войск в Речь Посполитую для восстановления контроля над городами, находившимися под контролем запорожских казаков. В октябре этого же года направлен из Смоленска первым полковым воеводой, и при нём отправлен дьяк, пять письменных голов и 500 жильцов. В феврале 1659 года, с данным отрядом, разбил под Мстиславлем изменивших царю запорожцев, а в марте при осаде Мстиславля сам город приступом взял. В декабре разбил войско гетмана Выговского и многих взял в плен, завоевал приступом Старый Быховец, за что к нему был прислан стольник Пушкин с милостивым царским словом и золотым. В мае 1660 года представлял Государю грузинского царевича Николая, а в сентябре ехал перед царём для установки станов при его богомолье в Троице-Сергиев монастырь.
7 января 1661 года князь вместе с сотенными головами его полка был приглашён к царскому столу в Столовую палату и после обеда пожалован в бояре. Вместе с чином ему было пожаловано шуба атласная, золотая, серебряный кубок и придача в 80 рублей к его денежному окладу, а также дано 6.000 тысяч ефимок на покупку отчины. В ноябре этого года послан по «крымским вестям» первым воеводой в Путивль.
В январе 1661 года послан первым полковым воеводой в Одоев, в марте указано ему из Одоева идти на Карачев и Рыльск, в мае велено быть в сходе в Белёве с бояриным и князем Куракиным, а в июле направлен в Путивль, где в январе 1662 года разбил войско крымского хана и взял в плен 70 человек, за что к нему прислан стольник князь А. М. Волконский и вновь он пожалован милостивым царским словом и наказом ехать в столицу, а ратных людей распустить по домам.
23 мая 1662 года назначен первым судьей Московского Судного приказа, которым руководил до 1663 года. В августе 1662 года оставлен в Москве для её охраны на время государева богомолья в Сретенский монастырь. 20 июля 1663 года вновь послан в Смоленск.
Умер на службе в 1664 году.
Столичная усадьба Лобанова-Ростовского находилась в Белом городе около Рождественского монастыря.

## Семья
В семье князя Ивана Ивановича и его жены Фетиньи Яковлевны (ум. после 1676) было четверо детей:
- Князь Лобанов-Ростовский Иван Иванович — бездетный, известен по родословной росписи.
- Князь Лобанов-Ростовский Яков Иванович (ум. 1732) — комнатный стольник.
- Княжна Степанида Ивановна (ум. 1674) — первая жена боярина Алексея Семёновича Шеина.
- Княжна Анна Ивановна — девица, известна по родословной росписи.

Его вдова в 1670-е гг. перестроила часть Рождественского монастыря под усыпальницу Лобановых-Ростовских.

## Критика
Историк А. П. Барсуков в научном труде «Списки городовых воевод ….» упоминает князя Ивана Ивановича воеводой в 1646—1647 годах в Вкеликих Луках и приписывает воеводство в 1639 году в Томске, что ошибочно. Данная воеводская служба относится к князю Ивану Ивановичу Лобанову-Ростовскому по прозванию «Козий рог», отцу представленного выше боярина и князя Ивана Ивановича Лобанова-Ростовского.